# Гуантанамо (военная база)
Ба́за в зали́ве Гуанта́намо (англ. Guantanamo Bay Naval Base; исп. Base Naval de la Bahía de Guantánamo) — арендованная в 1903 году США после испано-американской войны военно-морская база в заливе Гуантанамо (Куба), в 30 км от одноимённого города. Является самой южной глубоководной военно-морской базой США в Западном полушарии. На базе расположена также одноимённая тюрьма.

## История

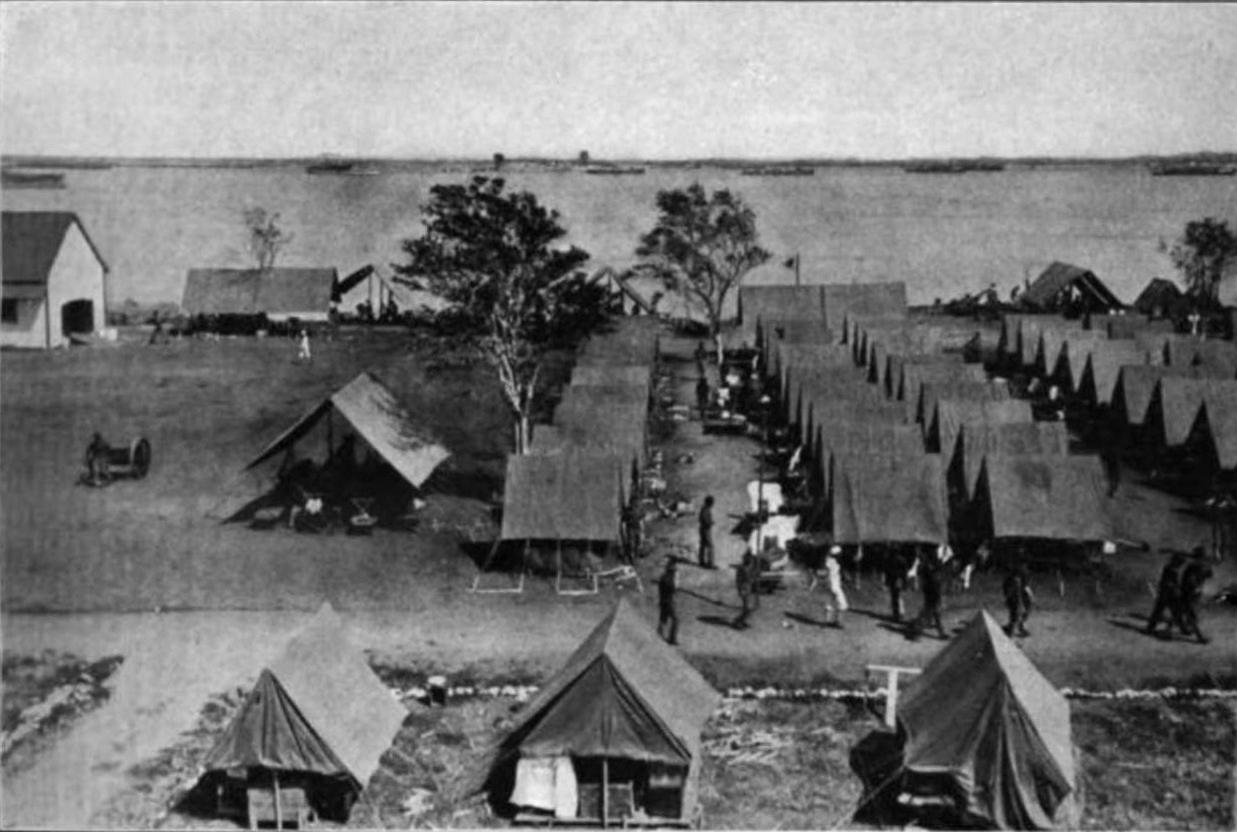
База в 1916 году

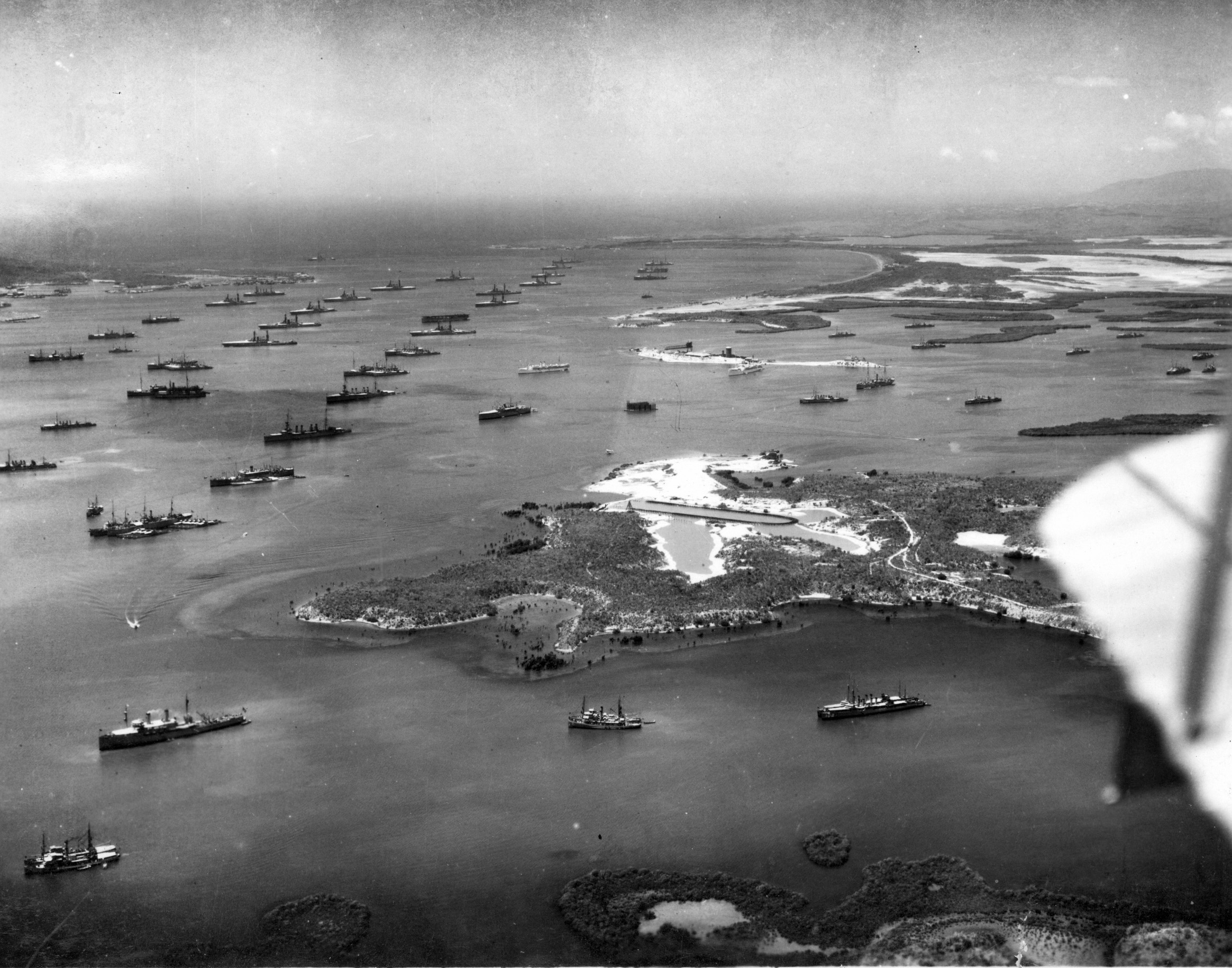
Флот США на якоре, 1927 год

### После Испано-американской войны
Военно-морская база Гуантанамо арендована США у Кубы на договорных началах в 1903 году, когда в Конституцию Кубы в качестве приложения был включён текст так называемой поправки Платта к проекту Закона Соединённых Штатов о бюджете армии. В этом договоре, в частности, была установлена фиксированная цена аренды — «2000 песо в золотой валюте Соединённых Штатов» в год.
После прихода к власти Фульхенсио Батисты договор аренды был подтверждён в 1934 году. Современный статус базы регламентируется договором от 1934 года, в соответствии с которым плата за использование базы была увеличена до $4085. Сам же договор является «бессрочным» и может быть расторгнут «только по обоюдному согласию сторон, либо же при нарушении условий аренды». Аренда осуществляется на правах экстерриториальности, что в частности означает, например, что рыбная ловля в заливе для местного населения запрещена.

### До и после Второй мировой войны
Военно-морская база стала основным местом для зимних учений Атлантического флота. Из-за роста численности базы в месяцы обучения, на военно-морской базе быстро были созданы объекты для поддержки повседневных функций.
Во время Второй мировой войны база использовалась для почтовых отправлений.

### После Кубинской революции 1959 года
После победы революции 1959 года правительство Кубы потребовало от правительства США возвращения территории и акватории военно-морской базы Гуантанамо и отказалось принимать от США плату за аренду базы.
Во время Карибского кризиса 1962 года база Гуантанамо была блокирована подразделениями вооружённых сил Кубы.
Начавшаяся в 1964 году война во Вьетнаме привела к перераспределению войск США. По состоянию на начало 1966 года численность гарнизона Гуантанамо составляла 4 тыс. человек. 21 мая 1966 года выстрелом с поста морской пехоты США на базе Гуантанамо был убит кубинский пограничник Луис Рамирес Лопес. В 1964 году Кастро перекрыл доступ к воде и поставкам на базу, с тех пор военно-морская база Гуантанамо стала самодостаточной, имея собственные источники энергии и воды.
В сентябре 1977 года численность гарнизона базы составляла 2444 военнослужащих, но в дальнейшем она была несколько уменьшена, и в сентябре 1979 года составляла 2100 человек.
После появления в 2002 году на территории базы тюрьмы правительство Кубы попыталось (безуспешно) расторгнуть договор аренды и добиться эвакуации базы, аргументируя это нарушением условий аренды.
В 2008 году Верховный суд США при рассмотрении дела Бумедьена вынес определение: «с практической точки зрения Гуантанамо — это не заграница». Фактически США осуществляют свой государственный суверенитет на данной территории безусловно и в полном объёме, а юрисдикция Кубы носит чисто формальный характер.

## Инфраструктура базы Гуантанамо
Общая площадь военно-морской базы составляет приблизительно 117 квадратных километров, что соответствует прямоугольнику размером 9×13 км. К тому же Соединённые Штаты располагают правом использования 37 квадратных километров водной поверхности залива Гуантанамо.

Гавань военно-морской базы в состоянии вместить до 50 крупных кораблей. На суше находится свыше 1500 служебных и жилых объектов, механизированный порт, судоремонтные мастерские, имеется плавучий док, склады продовольствия, боеприпасов, горюче-смазочных материалов. Здесь постоянно находятся около 10 тысяч человек военного персонала. Для обеспечения нормальных условий проживания контингента база располагает развитой инфраструктурой, включающей увеселительные заведения, клубы, теннисные корты, бейсбольные площадки, плавательные бассейны, пляжи, ипподром, рыболовные суда и яхты.

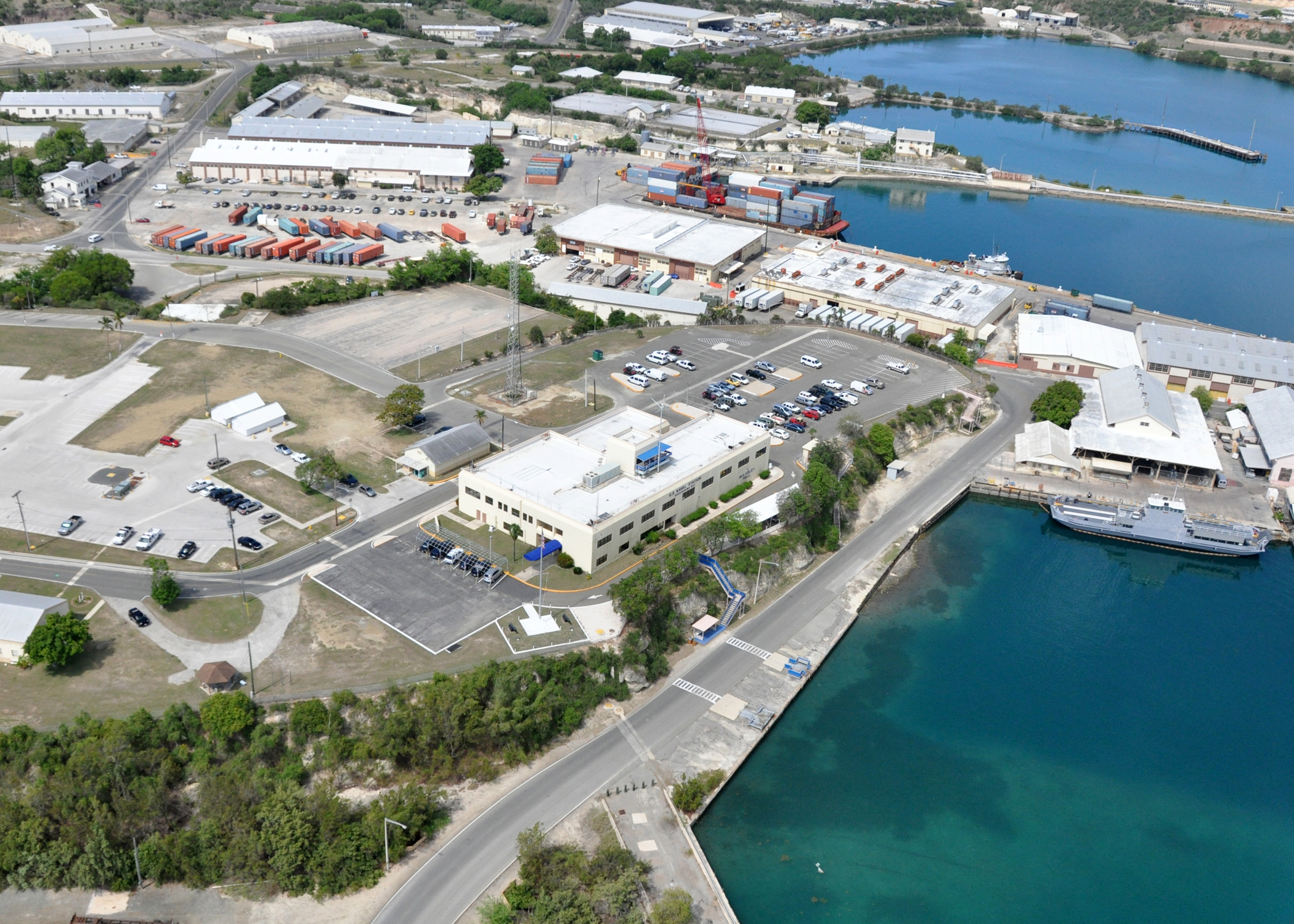
Вид с воздуха на центральную часть базы
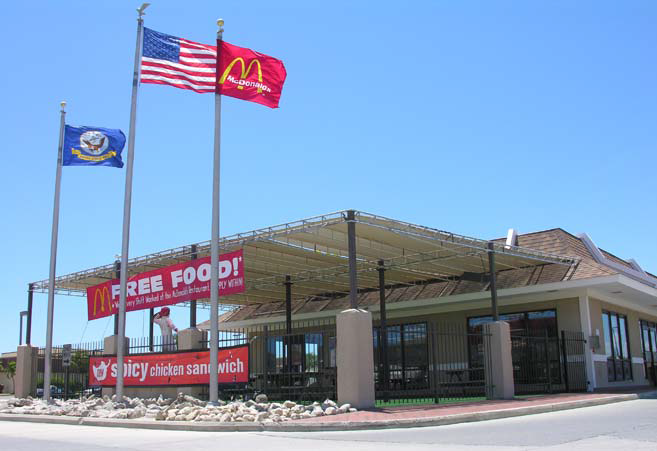
«Макдоналдс» на территории базы
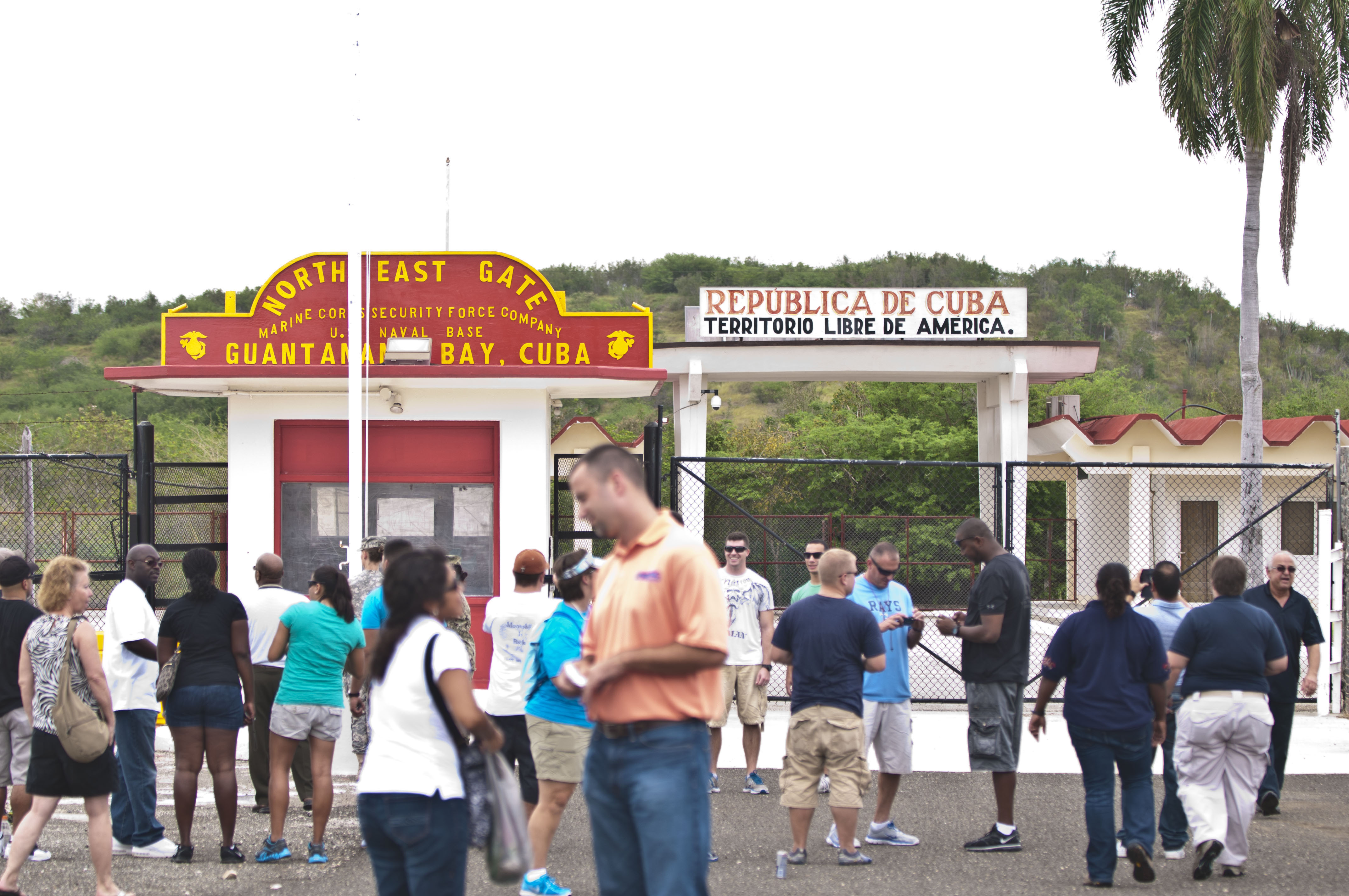
Пропускной пункт на границе с Кубой
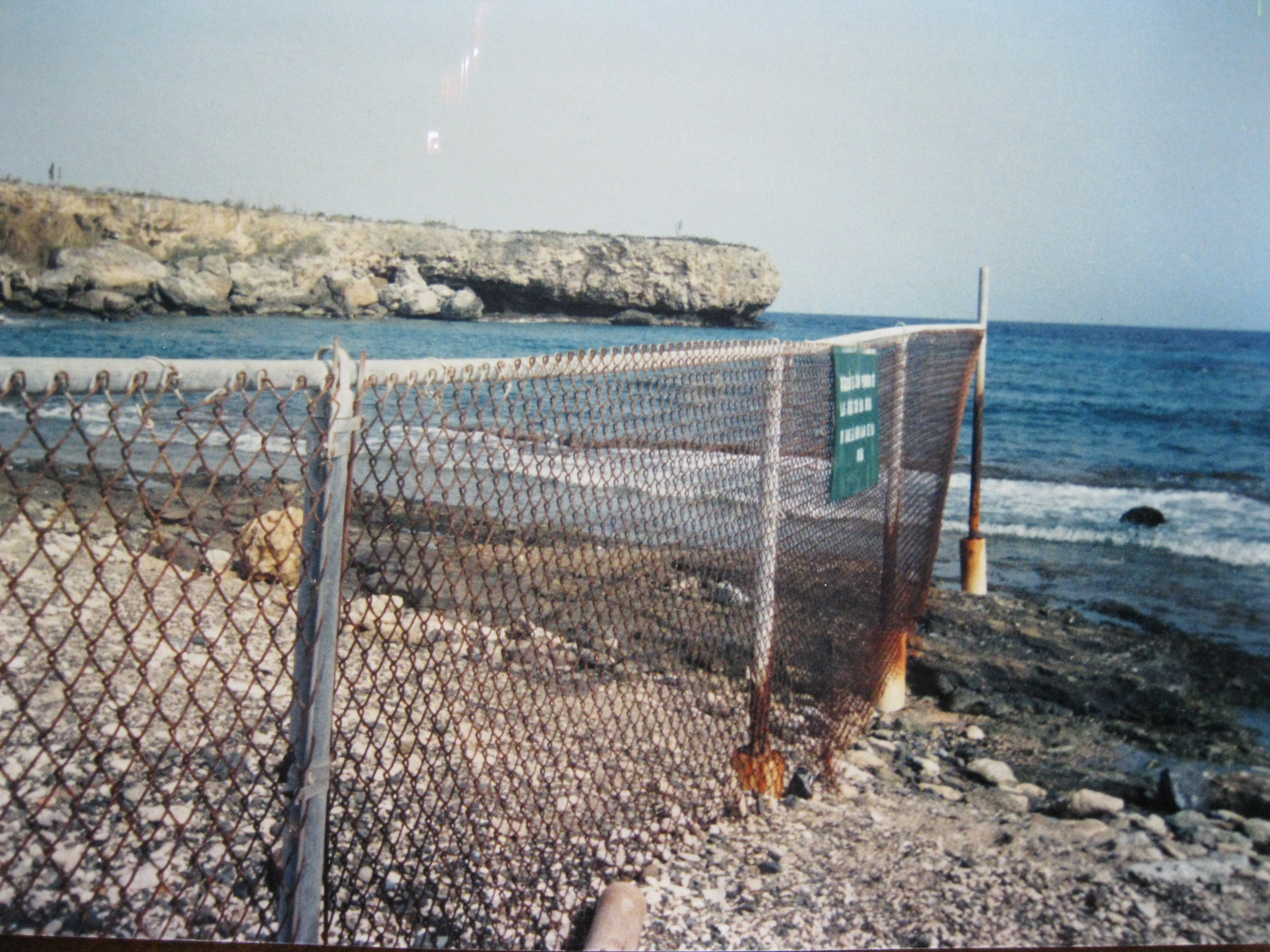
Граница базы и кубинской территории
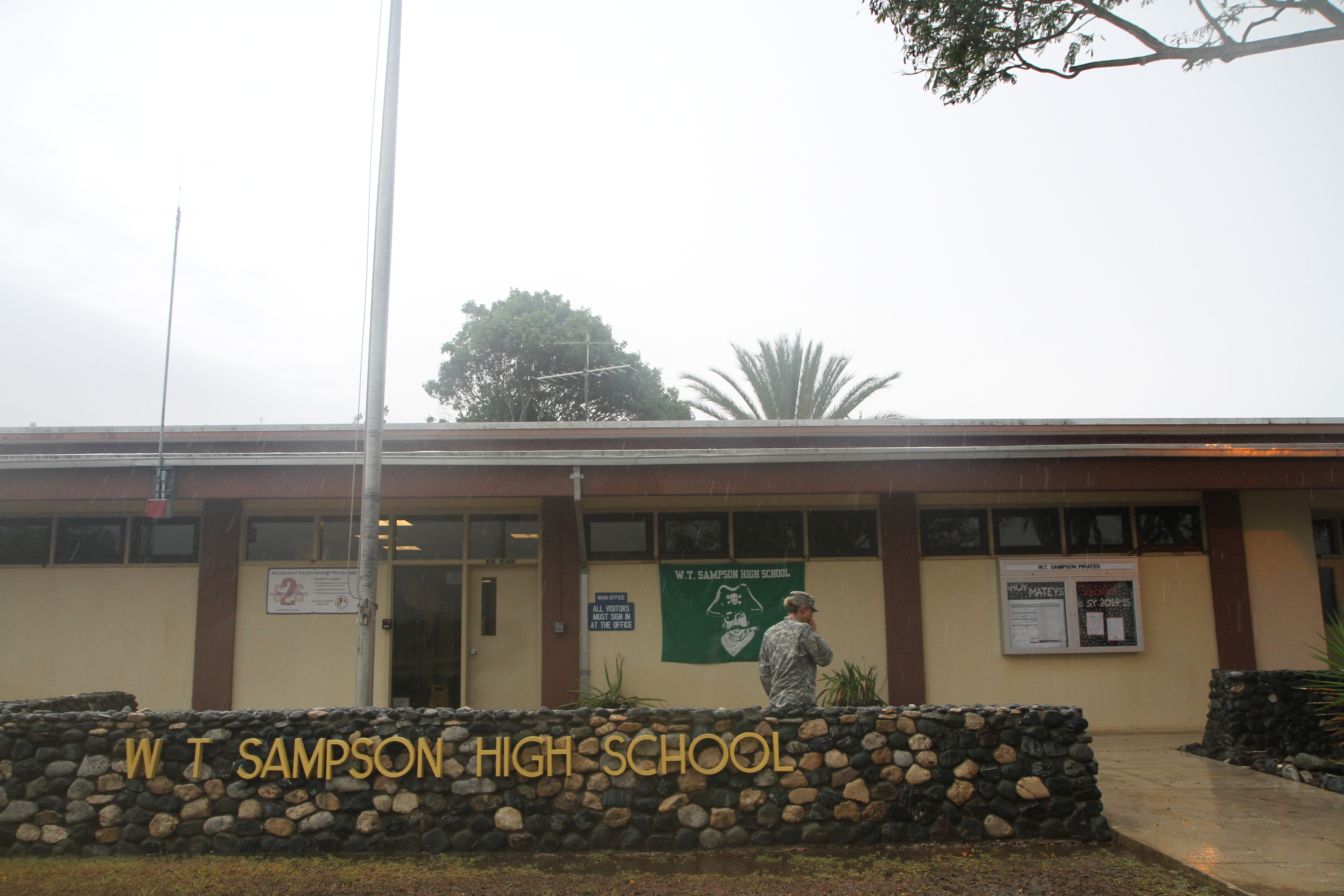
Школа на территории базы
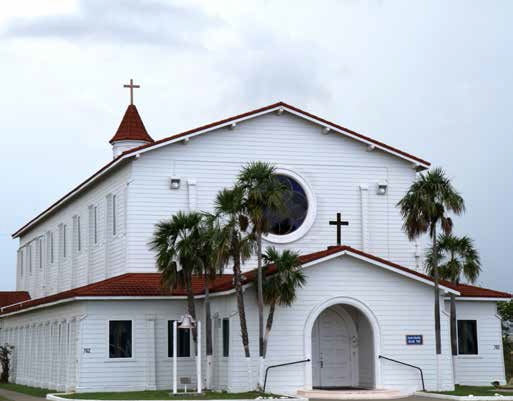
Часовня
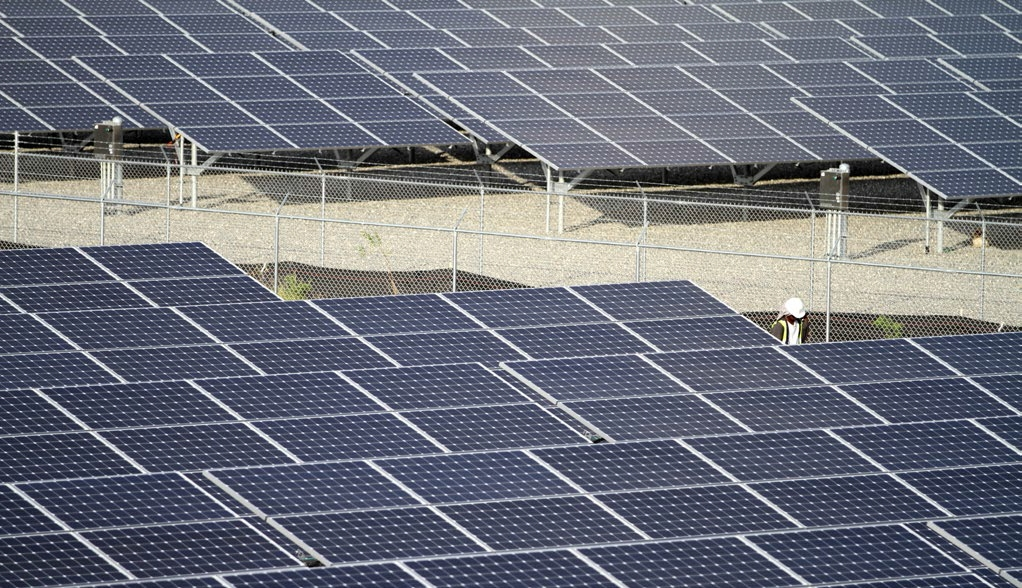
Солнечные панели на территории базы
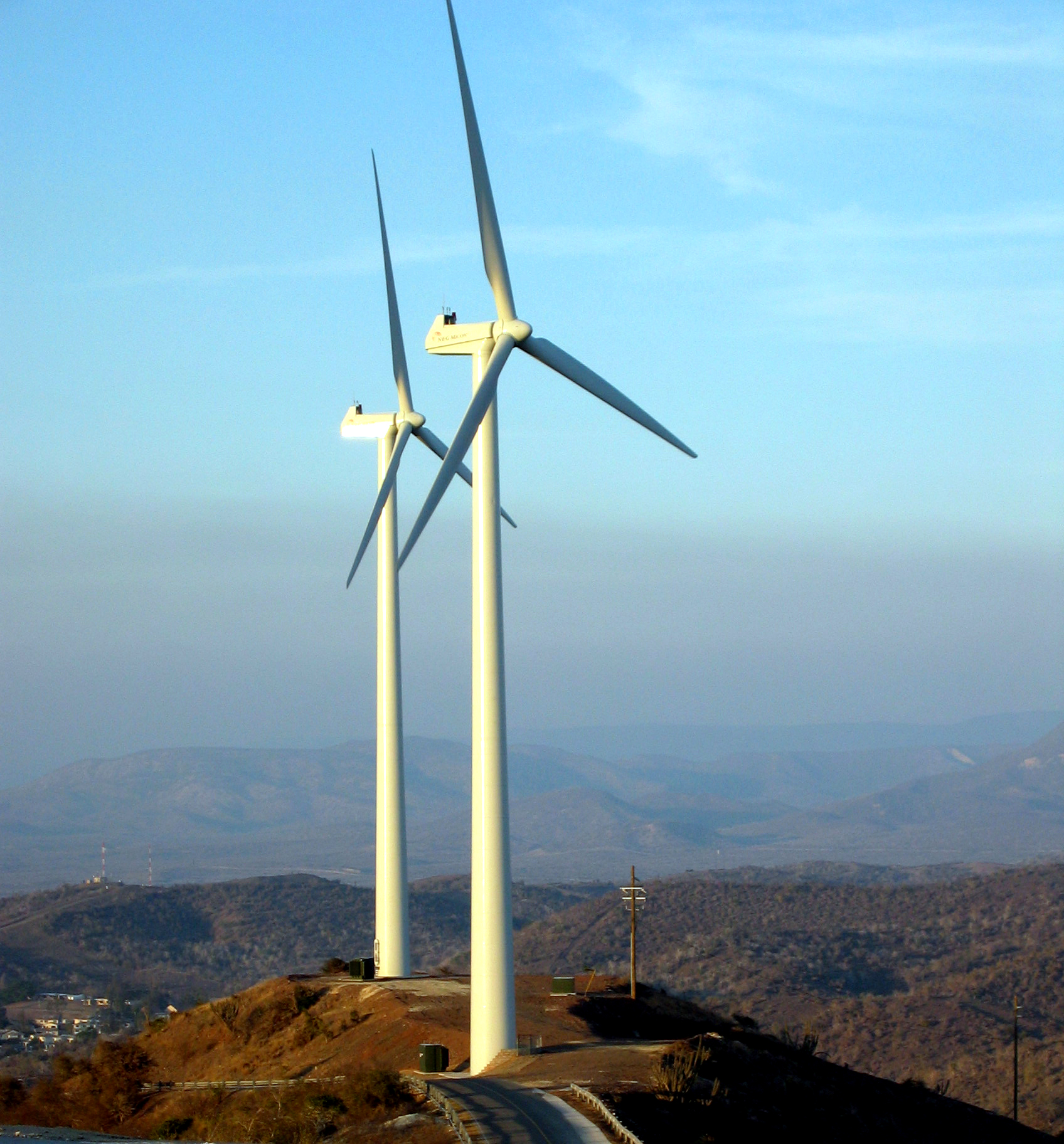
Ветрогенераторы на территории базы

## Тюрьма

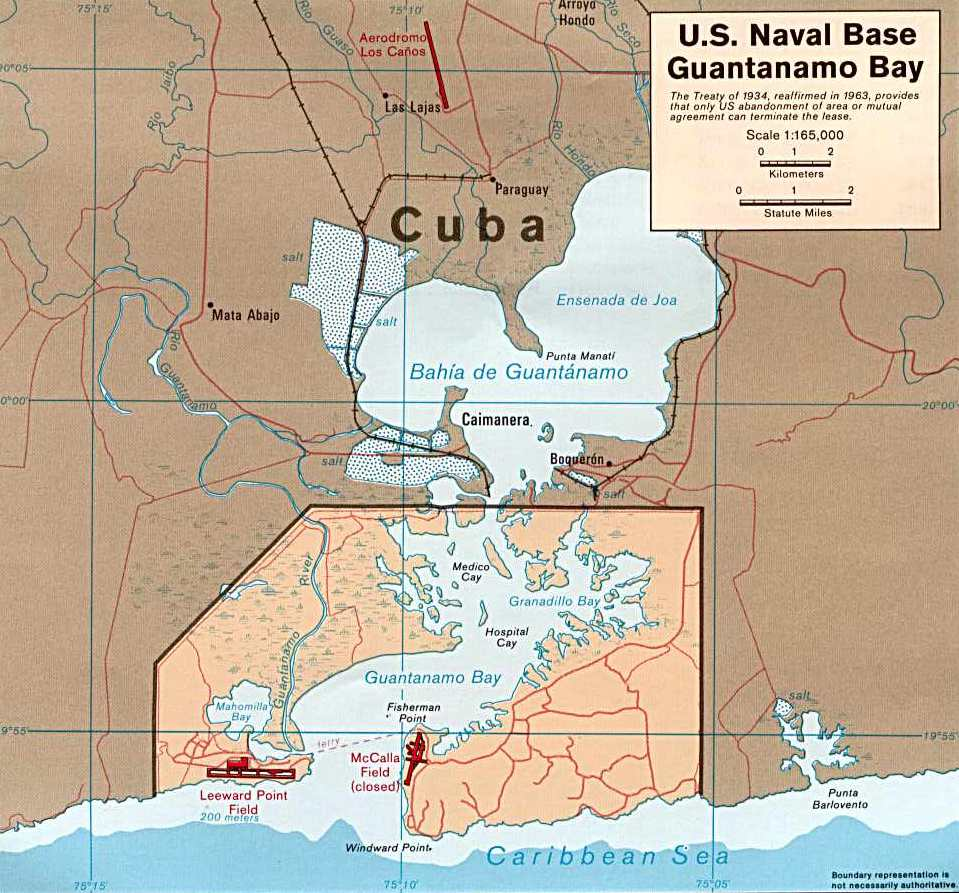
Территория базы на карте провинции Гуантанамо

Место содержания международных террористов в Гуантанамо появилось в январе 2002 года, когда туда были доставлены из Афганистана первые 20 человек, обвиняемых «в участии в боевых действиях на стороне исламских экстремистов» — талибов. С 2002 по 2006 год через неё прошло свыше 750 иностранцев, захваченных американскими войсками в ходе операций на территории Афганистана и Ирака. Все они, по утверждению американских военных, участвовали в операциях на стороне «Аль-Каиды» или движения Талибан. Около 250 человек за это время освободили, перевели в другие тюрьмы или выдали странам, гражданами которых они являются (среди экстрадированных было семь граждан России). Имена остальных до апреля 2006 года держались в строжайшем секрете «по соображениям безопасности». В апреле Пентагон представил список 558 бывших и нынешних заключённых Гуантанамо из 41 страны. По состоянию на апрель 2006 в тюрьме оставалось 490 узников, из которых лишь десяти были предъявлены официальные обвинения. Среди них больше всего граждан Саудовской Аравии (132 человека), Афганистана (125) и Йемена (107). В дальнейшем численность заключенных тюрьмы резко уменьшилась. По состоянию на август 2017 года в тюрьме содержался только 41 человек.
Гуантанамо также является местом заключения уйгурских сепаратистов, которых США отказываются передавать КНР.
21 января 2009 года, на второй день пребывания в должности, президент США Барак Обама подписал приказ о расформировании тюрьмы, чему помешал конгресс. До сих пор данный объект не закрыт.

### Правовой статус заключённых
Задержанные и доставленные на Гуантанамо лица подлежат суду специальной военной комиссии, а их статус комбатанта (enemy combatant) определяет особый трибунал. Оба эти органа сформированы Министерством обороны США. Лицо, признанное особым трибуналом комбатантом, может находиться в заключении бессрочно.
Статус заключённых неоднократно оспаривался перед Верховным судом США, в частности, их право на habeas corpus, которое исполнительная власть отрицала. Суд поддерживал это право (дела Хамди, Расула, Хамдана, Бумедьена). Несмотря на то, что Конгресс после первых трёх дел принял закон (2006), лишающий «боевиков»-иностранцев права на habeas corpus, Суд признал применение этого закона неконституционным (2008), а именно, нарушающим положение Конституции США о допустимой «приостановке» права habeas corpus. Суд также не нашёл уважительной аргументации правительства, согласно которой действие Конституции не распространяется на Гуантанамо.

### Обвинения в нарушениях прав человека
Многие заключённые в Гуантанамо содержатся без предъявления официальных обвинений.
По данным организации Amnesty International и других правозащитников, а также по свидетельствам самих бывших узников, в Гуантанамо к заключённым применялись санкционированные правительством и президентом США пытки, в том числе в виде имитации утопления, лишения сна, причём Пентагон заявил, что такое отношение нельзя считать бесчеловечным. Также США считают возможным казнить заключённых, которые дали признательные показания под пытками.

Случайно на столе оказалось фото из Гуантанамо, облетевшее мир как доказательство американского бесчинства. Руслан и Расул хором отреагировали: «Ненастоящее!» — и стали перечислять: шапочек таких не было; их везли в белых кедах, в лагере давали шлёпанцы; перед клетками так не сажали; кроме того, на фото — два охранника на десяток человек, а на самом деле было по 20 на одного заключённого, да и то если он в кандалах. ‘Это сами американцы фотографировали себя же на тренировке, — предположили они. — Ничего тайно там сделать было нельзя: если четверо охранников собирались, каждый из своей спецслужбы, все на всех стучали. Мы от них слышали только оскорбления, женщины танцевали, когда начиналась молитва, включали гимн США, начинали пародировать молитву, кривлялись, стучали по клеткам, рвали, бросали Кораны, которые ежедневно нам насильно подсовывали, и ежедневно обыскивали. Когда один заключённый накрыл голову полотенцем во время намаза — солнце палило, — вбежали к нему в клетку и избили в кровь только за то, что голову прикрыл. Они разговаривают фразами из голливудских фильмов, подражают героям, между собой — всё время брань. У них какая-то разновидность умственной отсталости, которую они культивируют.— 

## В культуре
- Песня Гуантанамера на стихи Хосе Марти.
- Военно-морская база Гуантанамо является местом действия в американском художественном фильме «Несколько хороших парней», комедии «Гарольд и Кумар 2: Побег из Гуантанамо», драме Лагерь X-Ray.
- Место действия и события игры Metal Gear Solid V: Ground Zeroes являются отсылкой к базе и тюрьме Гуантанамо.
- В одной из миссий игры Tom Clancy’s Splinter Cell: Blacklist главный герой проникает в тюрьму Гуантанамо.
- Как минимум один из эпизодов сериала NCIS происходит на базе Гуантанамо.
- Упоминается в фильме Власть 2018 г.
- Упоминается во 2-м сезоне аниме Ёрмунганд.
- Место действия фильма «Мавританец», вышедшего в 2021 году, находится на базе Гуантанамо.
- У немецкой ультраправой группы Die Lunikoff Verschwörung есть одноимённая песня.
- «Доро́га на Гуанта́намо» (англ. The Road to Guantanamo) — британский фильм режиссёров Мата Уайткросса и Майкла Уинтерботтома. Рассказ о судьбе трёх молодых британских мусульман, которые после событий 11 сентября 2001 года отправились в Пакистан навестить родственников и были арестованы по обвинению в связях с «Аль-Каидой».